# 264033 Boris-Mikhail
264033 Boris-Mikhail è un asteroide della fascia principale. Scoperto nel 2009, presenta un'orbita caratterizzata da un semiasse maggiore pari a 2,7282574 UA e da un'eccentricità di 0,0313552, inclinata di 6,70794° rispetto all'eclittica.
L'asteroide è dedicato al re bulgaro Boris Michele.